# John Philips
John Philips (Bampton, 30 dicembre 1676 – Hereford, 15 febbraio 1709) è stato un poeta inglese.

## Biografia
John Philips è l'autore di un poema burlesco, "Lo splendido scellino" ("Splendid Shilling"), parodia della poesia epica di John Milton, e di un'imitazione delle Georgiche di Virgilio, Il sidro (The Cyder, 1709), tradotto in italiano da Lorenzo Magalotti. Figlio di un ecclesiastico dell'Oxfordshire, di salute cagionevole (era ammalato di tubercolosi, malattia che lo portò a morte all'età di soli 32 anni), visse spesso all'aria aperta, come consigliatogli dai medici, e sviluppò l'amore per la natura rilevabile nel Sidro.

## Il Sidro
È un poemetto in due canti, scritto sul modello delle Georgiche, in cui sono descritte le procedure agricole e le tecniche necessarie per la preparazione della bevanda, ottenuta dalla fermentazione delle mele: la scelta del terreno migliore per il frutteto, l'arte degli innesti, le potature, la difesa dei frutti da parte degli uccelli (con un nibbio finto), dei cinghiali (con i cani), delle lumache, dalle vespe, dai vermi, ecc. Si discute poi il problema di quali siano le varietà di mele più adatte, di come debbano essere frantumate per mezzo di una macina tirata da un cavallo; il liquido ottenuto deve poi essere fatto riposare per almeno due anni, prima di ootenere il sidro, che deve essere consumato con parsimonia. Il poemetto si chiude con un inno all'Inghilterra, terra dove crescono le migliori mele per fare il sidro.